# Stasera che sera (singolo)
Stasera che sera è un singolo dei Ridillo, il quinto e ultimo estratto dall'album Pronti, Funky, Via!.
È la cover del primo singolo dei Matia Bazar  Stasera... che sera!, scritto da Salvatore Stellita, Carlo Marrale e Piero Cassano. Assieme ai Ridillo canta Marina Santelli, in un arrangiamento disco-house. Il singolo digitale esce il 5 luglio 2019, poi il 16 settembre ne viene pubblicata una seconda versione con 3 nuovi remix ad opera di Fabrizio Fiore. 

## Tracce

### download digitale - versione originale
1. Stasera che sera (radio edit) - 3:09

### download digitale - remix
1. Stasera che sera (Fabrizio Fiore NYC remix) - 6:15
2. Stasera che sera (Fabrizio Fiore smooth remix) - 3:28
3. Stasera che sera (Fabrizio Fiore roots remix) - 2:56
4. Stasera che sera - 6:08